# Africa Cup of Nations 2021
Africa Cup of Nations 2021 (kendt som  TotalEnergies 2021 Africa Cup of Nations af sponsormæssige årsager), var den 33. udgave af Africa Cup of Nations, den internationale fodboldturnering i Afrika. Den blev organiseret af Confederation of African Football (CAF) og blev afholdt fra 9. januar til 6. februar 2022.
Turneringen var officielt planlagt til at blive afholdt i juni og juli af 2021, men måtte udskydes på grund af klimaforhold i sommeren 2021 i værtslandet Cameroun.
Senegal vandt turneringen for første gang i deres historie, efter at have slået Egypten på straffespark i finalen. Værtsnation Cameroun kom på tredjepladsen, og forsvarende mestre Algeriet blev elimineret i gruppespillet.

## Hold
24 hold deltog i turneringen.
| Land             | Kvalificeret som     | Kvalificeret den  | Antal deltagelser | Bedste resultat                                   |
| ---------------- | -------------------- | ----------------- | ----------------- | ------------------------------------------------- |
| Cameroun         | Vært/Gruppe F vinder | 8. januar 2019    | 20                | Vinder (1984, 1988, 2000, 2002, 2017)             |
| Senegal          | Gruppe I vinder      | 15. november 2020 | 16                | Andenplads (2002, 2019)                           |
| Algeriet         | Gruppe H vinder      | 16. november 2020 | 19                | Vinder (1990, 2019)                               |
| Mali             | Gruppe A vinder      | 17. november 2020 | 12                | Andenplads (1972)                                 |
| Tunesien         | Gruppe J vinder      | 17. november 2020 | 20                | Vinder (2004)                                     |
| Burkina Faso     | Gruppe B vinder      | 24. marts 2021    | 12                | Andenplads (2013)                                 |
| Guinea           | Gruppe A 2’er        | 24. marts 2021    | 13                | Andenplads (1976)                                 |
| Comorerne        | Gruppe G 2’er        | 25. marts 2021    | 1                 | Debut                                             |
| Gabon            | Gruppe D 2’er        | 25. marts 2021    | 8                 | Kvartfinalen (1996, 2012)                         |
| Gambia           | Gruppe D vinder      | 25. marts 2021    | 1                 | Debut                                             |
| Egypten          | Gruppe G vinder      | 25. marts 2021    | 25                | Vinder (1957, 1959, 1986, 1998, 2006, 2008, 2010) |
| Ghana            | Gruppe C vinder      | 25. marts 2021    | 23                | Vinder (1963, 1965, 1978, 1982)                   |
| Ækvatorialguinea | Gruppe J 2’er        | 25. marts 2021    | 3                 | Fjerdeplads (2015)                                |
| Zimbabwe         | Gruppe H 2’er        | 25. marts 2021    | 5                 | Gruppespillet (2004, 2006, 2017, 2019)            |
| Elfenbenskysten  | Gruppe K vinder      | 26. marts 2021    | 24                | Vinder (1992, 2015)                               |
| Marokko          | Gruppe E vinder      | 26. marts 2021    | 18                | Vinder (1976)                                     |
| Nigeria          | Gruppe L vinder      | 27. marts 2021    | 19                | Vinder (1980, 1994, 2013)                         |
| Sudan            | Gruppe C 2’er        | 28. marts 2021    | 9                 | Vinder (1970)                                     |
| Malawi           | Gruppe B 2’er        | 29. marts 2021    | 3                 | Gruppespillet (1984, 2010)                        |
| Etiopien         | Gruppe K 2’er        | 30. marts 2021    | 11                | Vinder (1962)                                     |
| Mauretanien      | Gruppe E 2’er        | 30. marts 2021    | 2                 | Gruppespillet (2019)                              |
| Guinea-Bissau    | Gruppe I 2’er        | 30. marts 2021    | 3                 | Gruppespillet (2017, 2019)                        |
| Kap Verde        | Gruppe F 2’er        | 30. marts 2021    | 3                 | Kvartfinalen (2013)                               |
| Sierra Leone     | Gruppe L 2’er        | 15. juni 2021     | 3                 | Gruppespillet (1994, 1996)                        |

## Stadioner
| Douala               | Yaoundé           | Yaoundé              |
| -------------------- | ----------------- | -------------------- |
| Japoma Stadium       | Olembe Stadium    | Stade Ahmadou Ahidjo |
| Kapacitet: 50.000    | Kapacitet: 60.000 | Kapacitet: 42.500    |
|                      |                   |                      |
| Garoua               | Bafoussam         | Limbe                |
| Roumdé Adjia Stadium | Kouekong Stadium  | Limbe Stadium        |
| Kapacitet: 30.000    | Kapacitet: 20.000 | Kapacitet: 20.000    |
|                      |                   |                      |

## Gruppespillet

### Gruppe A
| Pos | Hold         | K | V | U | T | M+ | M- | MF | P | Grupperesultat               |
| --- | ------------ | - | - | - | - | -- | -- | -- | - | ---------------------------- |
| 1   | Cameroun     | 3 | 2 | 1 | 0 | 7  | 3  | +4 | 7 | Kvalificeret til slutspillet |
| 2   | Burkina Faso | 3 | 1 | 1 | 1 | 3  | 3  | 0  | 4 | Kvalificeret til slutspillet |
| 3   | Kap Verde    | 3 | 1 | 1 | 1 | 2  | 2  | 0  | 4 | Kvalificeret til slutspillet |
| 4   | Etiopien     | 3 | 0 | 1 | 2 | 2  | 6  | −4 | 1 |                              |

| 9. januar 2022 17:00 |

| Cameroun                           | 2-1 | Burkina Faso  |
| ---------------------------------- | --- | ------------- |
| Aboubakar 55' (str.), 45+3' (str.) |     | Sangaré 24' · |

| Olembe Stadium, Yaoundé Dommer: Mustapha Ghorbal (Algeriet) |

| 9. januar 2022 20:00 |

| Etiopien | 0-1 | Kap Verde          |
| -------- | --- | ------------------ |
|          |     | J. Tavares 45+1' · |

| Olembe Stadium, Yaoundé Dommer: Hélder Martins de Carvalho (Angola) |

| 13. januar 2022 17:00 |

| Cameroun                               | 4-1 | Etiopien     |
| -------------------------------------- | --- | ------------ |
| Toko Ekambi 8, 68' · Aboubakar 53, 55' |     | Hotessa 4' · |

| Olembe Stadium, Yaoundé Dommer: Jean Jacques Ndala Ngambo (DR Congo) |

| 13. januar 2022 17:00 |

| Kap Verde | 0-1 | Burkina Faso |
| --------- | --- | ------------ |
|           |     | Bandé 39' ·  |

| Olembe Stadium, Yaoundé Dommer: Amin Omar (Egypten) |

| 17. januar 2022 17:00 |

| Kap Verde     | 1-1 | Cameroun        |
| ------------- | --- | --------------- |
| Rodrigues 53' |     | Aboubakar 39' · |

| Olembe Stadium, Yaoundé Dommer: Sadok Selmi (Tunesien) |

| 17. januar 2022 17:00 |

| Burkina Faso | 1-1 | Etiopien            |
| ------------ | --- | ------------------- |
| Bayala 25'   |     | Kebede 52' (str.) · |

| Kouekong Stadium, Bafoussam Dommer: Ahmad Heeralall (Mauretanien) |

### Gruppe B
| Pos | Hold     | K | V | U | T | M+ | M- | MF | P | Grupperesultat               |
| --- | -------- | - | - | - | - | -- | -- | -- | - | ---------------------------- |
| 1   | Senegal  | 3 | 1 | 2 | 0 | 1  | 0  | +1 | 5 | Kvalificeret til slutspillet |
| 2   | Guinea   | 3 | 1 | 1 | 1 | 2  | 2  | 0  | 4 | Kvalificeret til slutspillet |
| 3   | Malawi   | 3 | 1 | 1 | 1 | 2  | 2  | 0  | 4 | Kvalificeret til slutspillet |
| 4   | Zimbabwe | 3 | 1 | 0 | 2 | 3  | 4  | −1 | 3 |                              |

| 10. januar 2022 14:00 |

| Senegal           | 1-0 | Zimbabwe |
| ----------------- | --- | -------- |
| Mané 90+7' (str.) |     |          |

| Kouekong Stadium, Bafoussam Dommer: Mario Escobar (Guatemala) |

| 10. januar 2022 17:00 |

| Guinea       | 1-0 | Malawi |
| ------------ | --- | ------ |
| I. Sylla 35' |     |        |

| Kouekong Stadium, Bafoussam Dommer: Daniel Nii Laryea (Ghana) |

| 14. januar 2022 14:00 |

| Senegal | 0-0 | Guinea |
| ------- | --- | ------ |
|         |     |        |

| Kouekong Stadium, Bafoussam Dommer: Bamlak Tessema Weyesa (Ethiopien) |

| 14. januar 2022 17:00 |

| Malawi         | 2-1 | Zimbabwe   |
| -------------- | --- | ---------- |
| Mhango 43, 58' |     | Wadi 38' · |

| Kouekong Stadium, Bafoussam Dommer: Dahane Beida (Mauretanien) |

| 18. januar 2022 17:00 |

| Malawi | 0-0 | Senegal |
| ------ | --- | ------- |
|        |     |         |

| Kouekong Stadium, Bafoussam Dommer: Blaise Yuven Ngwa (Cameroun) |

| 18. januar 2022 17:00 |

| Zimbabwe                 | 2-1 | Guinea      |
| ------------------------ | --- | ----------- |
| Musona 26' · Mahachi 43' |     | Keïta 49' · |

| Stade Ahmadou Ahidjo, Yaoundé Dommer: Salima Mukansanga (Rwanda) |

### Gruppe C
| Pos | Hold      | K | V | U | T | M+ | M- | MF | P | Grupperesultat               |
| --- | --------- | - | - | - | - | -- | -- | -- | - | ---------------------------- |
| 1   | Marokko   | 3 | 2 | 1 | 0 | 5  | 2  | +3 | 7 | Kvalificeret til slutspillet |
| 2   | Gabon     | 3 | 1 | 2 | 0 | 4  | 3  | +1 | 5 | Kvalificeret til slutspillet |
| 3   | Comorerne | 3 | 1 | 0 | 2 | 3  | 5  | −2 | 3 | Kvalificeret til slutspillet |
| 4   | Ghana     | 3 | 0 | 1 | 2 | 3  | 5  | −2 | 1 |                              |

| 10. januar 2022 17:00 |

| Marokko    | 1-0 | Ghana |
| ---------- | --- | ----- |
| Boufal 83' |     |       |

| Stade Ahmadou Ahidjo, Yaoundé Dommer: Joshua Bondo (Botswana) |

| 10. januar 2022 20:00 |

| Comorerne | 0-1 | Gabon           |
| --------- | --- | --------------- |
|           |     | Boupendza 16' · |

| Stade Ahmadou Ahidjo, Yaoundé Dommer: Peter Waweru (Kenya) |

| 14. januar 2022 17:00 |

| Marokko                     | 2-0 | Comorerne |
| --------------------------- | --- | --------- |
| Amallah 16' · Aboukhlal 88' |     |           |

| Stade Ahmadou Ahidjo, Yaoundé Dommer: Sadok Selmi (Tunesien) |

| 14. januar 2022 20:00 |

| Gabon         | 1-1 | Ghana         |
| ------------- | --- | ------------- |
| Allevinah 88' |     | A. Ayew 18' · |

| Stade Ahmadou Ahidjo, Yaoundé Dommer: Lahlou Benbraham (Algeriet) |

| 18. januar 2022 20:00 |

| Gabon                            | 2-2 | Marokko                          |
| -------------------------------- | --- | -------------------------------- |
| Allevinah 21' · Aguerd 81' (sm.) |     | Boufal 74' (str.) · Hakimi 84' · |

| Stade Ahmadou Ahidjo, Yaoundé Dommer: Dahane Beida (Mauretanien) |

| 18. januar 2022 20:00 |

| Ghana                  | 2-3 | Comorerne                          |
| ---------------------- | --- | ---------------------------------- |
| Boakye 64' · Djiku 77' |     | Ben Nabouhane 4' · Mogni 62, 85' · |

| Roumdé Adjia Stadium, Garoua Dommer: Boubou Traore (Mali) |

### Gruppe D
| Pos | Hold          | K | V | U | T | M+ | M- | MF | P | Grupperesultat               |
| --- | ------------- | - | - | - | - | -- | -- | -- | - | ---------------------------- |
| 1   | Nigeria       | 3 | 3 | 0 | 0 | 6  | 1  | +5 | 9 | Kvalificeret til slutspillet |
| 2   | Egypten       | 3 | 2 | 0 | 1 | 2  | 1  | +1 | 6 | Kvalificeret til slutspillet |
| 3   | Sudan         | 3 | 0 | 1 | 2 | 1  | 4  | −3 | 1 |                              |
| 4   | Guinea-Bissau | 3 | 0 | 1 | 2 | 0  | 3  | −3 | 1 |                              |

| 11. januar 2022 20:00 |

| Sudan | 0-0 | Guinea-Bissau |
| ----- | --- | ------------- |
|       |     |               |

| Roumdé Adjia Stadium, Garoua Dommer: Issa Sy (Senegal) |

| 11. januar 2022 17:00 |

| Nigeria       | 1-0 | Egypten |
| ------------- | --- | ------- |
| Iheanacho 30' |     |         |

| Roumdé Adjia Stadium, Garoua Dommer: Bakary Gassama (Gambia) |

| 15. januar 2022 17:00 |

| Nigeria                                | 3-1 | Sudan              |
| -------------------------------------- | --- | ------------------ |
| Chukwueze 3' · Awoniyi 45' · Simon 46' |     | Khedr 70' (str.) · |

| Roumdé Adjia Stadium, Garoua Dommer: Victor Gomes (Sydafrika) |

| 15. januar 2022 20:00 |

| Guinea-Bissau | 0-1 | Egypten     |
| ------------- | --- | ----------- |
|               |     | Salah 69' · |

| Roumdé Adjia Stadium, Garoua Dommer: Pacifique Ndabihawenimana (Burundi) |

| 19. januar 2022 20:00 |

| Guinea-Bissau | 0-2 | Nigeria                        |
| ------------- | --- | ------------------------------ |
|               |     | Sadiq 56' · Troost-Ekong 75' · |

| Roumdé Adjia Stadium, Garoua Dommer: Peter Waweru (Kenya) |

| 19. januar 2022 20:00 |

| Egypten        | 1-0 | Sudan |
| -------------- | --- | ----- |
| Abdelmonem 35' |     |       |

| Stade Ahmadou Ahidjo, Yaoundé Dommer: Joshua Bondo (Botswana) |

### Gruppe E
| Pos | Hold             | K | V | U | T | M+ | M- | MF | P | Grupperesultat               |
| --- | ---------------- | - | - | - | - | -- | -- | -- | - | ---------------------------- |
| 1   | Elfenbenskysten  | 3 | 2 | 1 | 0 | 6  | 3  | +3 | 7 | Kvalificeret til slutspillet |
| 2   | Ækvatorialguinea | 3 | 2 | 0 | 1 | 2  | 1  | +1 | 6 | Kvalificeret til slutspillet |
| 3   | Sierra Leone     | 3 | 0 | 1 | 2 | 1  | 4  | −3 | 1 |                              |
| 4   | Algeriet         | 3 | 0 | 1 | 2 | 0  | 3  | −3 | 1 |                              |

| 11. januar 2022 14:00 |

| Algeriet | 0-0 | Sierra Leone |
| -------- | --- | ------------ |
|          |     |              |

| Japoma Stadium, Douala Dommer: Ahmad Imetehaz Heeralall (Mauritius) |

| 12. januar 2022 20:00 |

| Ækvatorialguinea | 0-1 | Elfenbenskysten |
| ---------------- | --- | --------------- |
|                  |     | Gradel 5' ·     |

| Japoma Stadium, Douala Dommer: Rédouane Jiyed (Marokko) |

| 16. januar 2022 17:00 |

| Elfenbenskysten       | 2-2 | Sierra Leone                         |
| --------------------- | --- | ------------------------------------ |
| Haller 25' · Pépé 65' |     | M. N. Kamara 55' · A. Kamara 90+3' · |

| Japoma Stadium, Douala Dommer: Maguette N'Diaye (Senegal) |

| 16. januar 2022 20:00 |

| Algeriet | 0-1 | Ækvatorialguinea |
| -------- | --- | ---------------- |
|          |     | Esteban 70' ·    |

| Japoma Stadium, Douala Dommer: Mario Escobar (Guatemala) |

| 20. januar 2022 17:00 |

| Elfenbenskysten                        | 3-1 | Algeriet       |
| -------------------------------------- | --- | -------------- |
| Kessié 22' · I. Sangaré 39' · Pépé 54' |     | Bendebka 73' · |

| Japoma Stadium, Douala Dommer: Victor Gomes (Sydafrika) |

| 20. januar 2022 17:00 |

| Sierra Leone | 0-1 | Ækvatorialguinea |
| ------------ | --- | ---------------- |
|              |     | Ganet 38' ·      |

| Limbe Stadium, Limbe Dommer: Mohamed Marouf Eid Mansour (Egypten) |

### Gruppe F
| Pos | Hold        | K | V | U | T | M+ | M- | MF | P | Grupperesultat               |
| --- | ----------- | - | - | - | - | -- | -- | -- | - | ---------------------------- |
| 1   | Mali        | 3 | 2 | 1 | 0 | 4  | 1  | +3 | 7 | Kvalificeret til slutspillet |
| 2   | Gambia      | 3 | 2 | 1 | 0 | 3  | 1  | +2 | 7 | Kvalificeret til slutspillet |
| 3   | Tunesien    | 3 | 1 | 0 | 2 | 4  | 2  | +2 | 3 | Kvalificeret til slutspillet |
| 4   | Mauretanien | 3 | 0 | 0 | 3 | 0  | 7  | −7 | 0 |                              |

| 12. januar 2022 14:00 |

| Tunesien | 0-1 | Mali              |
| -------- | --- | ----------------- |
|          |     | Koné 48' (str.) · |

| Limbe Stadium, Limbe Dommer: Janny Sikazwe (Zambia) |

| 12. januar 2022 17:45 |

| Mauretanien | 0-1 | Gambia          |
| ----------- | --- | --------------- |
|             |     | A. Jallow 10' · |

| Limbe Stadium, Limbe Dommer: Mustapha Ghorbal (Algeriet) |

| 16. januar 2022 14:00 |

| Gambia                | 1-1 | Mali              |
| --------------------- | --- | ----------------- |
| Mu. Barrow 90' (str.) |     | Koné 79' (str.) · |

| Limbe Stadium, Limbe Dommer: Samir Guezzaz (Marokko) |

| 16. januar 2022 17:00 |

| Tunesien                                   | 4-0 | Mauretanien |
| ------------------------------------------ | --- | ----------- |
| Mathlouthi 4' · Khazri 9, 64' · Jaziri 66' |     |             |

| Limbe Stadium, Limbe Dommer: Mahmoud El Banna (Egypten) |

| 20. januar 2022 20:00 |

| Gambia          | 1-0 | Tunesien |
| --------------- | --- | -------- |
| A. Jallow 90+3' |     |          |

| Limbe Stadium, Limbe Dommer: Fernando Guerrero (Mexico) |

| 20. januar 2022 20:00 |

| Mali                         | 2-0 | Mauretanien |
| ---------------------------- | --- | ----------- |
| Haïdara 2' · Koné 49' (str.) |     |             |

| Japoma Stadium, Douala Dommer: Bernard Camille (Seychellerne) |

## Slutspil

### Ottendedelsfinaler
| 23. januar 2022 17:00 |

| Burkina Faso  | 1-1 (e.f.s) | Gabon               |
| ------------- | ----------- | ------------------- |
| B. Traoré 28' |             | Guira 90+1' (sm.) · |

| Limbe Stadion, Limbe Dommer: Rédouane Jiyed (Marokko) |

|                                                                              |     | Straffesparkskonkurrence                                                     |  |
| Kaboré S. Ouattara E. Tapsoba Simporé Yago Guira Konaté A. Tapsoba Ouédraogo | 7-6 | Bouanga Méyé Boupendza Kanga Biyogo Poko Ecuele Manga Ameka N'Gakoutou Palun |  |

| 23. januar 2022 20:00 |

| Nigeria | 0-1 | Tunesien     |
| ------- | --- | ------------ |
|         |     | Msakni 47' · |

| Roumdé Adjia Stadium, Garoua Dommer: Maguette N'Diaye (Senegal) |

| 24. januar 2022 17:00 |

| Guinea | 0-1 | Gabon           |
| ------ | --- | --------------- |
|        |     | M. Barrow 71' · |

| Kouekong Stadium, Bafoussam Dommer: Amin Omar (Egypten) |

| 24. januar 2022 20:00 |

| Cameroun                        | 2-1 | Comorerne        |
| ------------------------------- | --- | ---------------- |
| Toko Ekambi 29' · Aboubakar 70' |     | M'Changama 81' · |

| Olembe Stadium, Yaoundé Dommer: Bamlak Tessema Weyesa (Ethiopien) |

| 25. januar 2022 17:00 |

| Senegal                   | 2-0 | Kap Verde |
| ------------------------- | --- | --------- |
| Mané 63' · B. Dieng 90+2' |     |           |

| Kouekong Stadium, Bafoussam Dommer: Lahlou Benbraham (Algeriet) |

| 25. januar 2022 20:00 |

| Marokko                      | 2-1 | Malawi      |
| ---------------------------- | --- | ----------- |
| En-Nesyri 45+2' · Hakimi 70' |     | Mhango 7' · |

| Ahmadou Ahidjo Stadium, Yaoundé Dommer: Pacifique Ndabihawenimana (Burundi) |

| 26. januar 2022 17:00 |

| Elfenbenskysten | 0-0 (e.f.s) | Egypten |
| --------------- | ----------- | ------- |
|                 |             |         |

| Japoma Stadium, Douala Dommer: Jean Jacques Ndala Ngambo (DR Congo) |

|                                    |     | Straffesparkskonkurrence             |  |
| Pépé I. Sangaré Bailly Cornet Zaha | 4-5 | Zizo El Solia Kamal Abdelmonem Salah |  |

| 26. januar 2022 20:00 |

| Mali | 0-0 (e.f.s) | Ækvatorialguinea |
| ---- | ----------- | ---------------- |
|      |             |                  |

| Limbe Stadion, Limbe Dommer: Bakary Gassama (Gambia) |

|                                                                       |     | Straffesparkskonkurrence                          |  |
| A. N. Traoré Djenepo M. Haïdara Hama. Traoré Touré Dieng Camara Sacko | 5-6 | Nsue Belima Akapo Buyla Ganet Coco Salvador Eneme |  |

### Kvartfinaler
| 29. januar 2022 17:00 |

| Gambia | 0-2 | Cameroun              |
| ------ | --- | --------------------- |
|        |     | Toko Ekambi 50, 57' · |

| Japoma Stadium, Douala Dommer: Pacifique Ndabihawenimana (Burundi) |

| 29. januar 2022 20:00 |

| Burkina Faso      | 1-0 | Tunesien |
| ----------------- | --- | -------- |
| D. Ouattara 45+3' |     |          |

| Roumdé Adjia Stadium, Garoua Dommer: Joshua Bondo (Botswana) |

| 30. januar 2022 16:00 |

| Egypten                    | 2–1 (e.f.s) | Marokko               |
| -------------------------- | ----------- | --------------------- |
| Salah 53' · Trézéguet 100' |             | Boufal 90+3' (str.) · |

| Ahmadou Ahidjo Stadium, Yaoundé Dommer: Maguette N'Diaye (Senegal) |

| 30. januar 2022 20:00 |

| Senegal                                  | 3-1 | Ækvatorialguinea |
| ---------------------------------------- | --- | ---------------- |
| Diédhiou 28' · Kouyaté 68' · I. Sarr 79' |     | Buyla 57' ·      |

| Ahmadou Ahidjo Stadium, Yaoundé Dommer: Victor Gomes (Sydafrika) |

### Semifinaler
| 2. februar 2022 20:00 |

| Burkina Faso | 1-3 | Senegal                                   |
| ------------ | --- | ----------------------------------------- |
| Touré 82'    |     | A. Diallo 70' · I. Gueye 76' · Mané 87' · |

| Ahmadou Ahidjo Stadium, Yaoundé Dommer: Bamlak Tessema Weyesa (Ethiopien) |

| 3. februar 2022 20:00 |

| Cameroun | 0-0 (e.f.s) | Egypten |
| -------- | ----------- | ------- |
|          |             |         |

| Olembe Stadium, Yaoundé Dommer: Bakary Gassama (Gambia) |

|                                     |     | Straffesparkskonkurrence |  |
| Aboubakar Moukoudi Léa Siliki N'Jie | 1-3 | Zizo Abdelmonem Lasheen  |  |

### Tredjeplads
| 5. februar 2022 20:00 |

| Burkina Faso                                 | 3-3 (e.f.s) | Cameroun                          |
| -------------------------------------------- | ----------- | --------------------------------- |
| Yago 24' · Onana 75' (sm.) · D. Ouattara 49' |             | Bahoken 71' · Aboubakar 85, 87' · |

| Ahmadou Ahidjo Stadium, Yaoundé Dommer: Rédouane Jiyed (Marokko) |

|                               |     | Straffesparkskonkurrence                    |  |
| Kaboré S. Ouattara Touré Yago | 3-5 | Aboubakar Ngamaleu Toko Ekambi Kunde Oyongo |  |

### Finale
| 6. februar 2022 20:00 |

| Senegal | 0-0 (e.f.s) | Egypten |
| ------- | ----------- | ------- |
|         |             |         |

| Olembe Stadium, Yaoundé Dommer: Victor Gomes (Sydafrika) |

|                                        |     | Straffesparkskonkurrence           |  |
| Koulibaly Diallo B. Sarr B. Dieng Mané | 4-2 | Zizo Abdelmonem Mar. Hamdy Lasheen |  |

## Individuelle priser
Følgende individuelle priser blev udgivet efter turneringen:
- Turneringens spiller:  Sadio Mané
- Gyldne støvle:  Vincent Aboubakar (8 mål)
- Bedste målmand:  Édouard Mendy
- Bedste unge spiller:  Issa Kaboré
- Fair play-prisen:  Senegal

### Turneringens hold
Træner:  Aliou Cissé
| Målmand       | Forsvarspillere                                             | Midtbanespilere                           | Angribere                                  |
| ------------- | ----------------------------------------------------------- | ----------------------------------------- | ------------------------------------------ |
| Édouard Mendy | Achraf Hakimi Mohamed Abdelmonem Edmond Tapsoba Saliou Ciss | Mohamed Elneny Nampalys Mendy Blati Touré | Mohamed Salah Vincent Aboubakar Sadio Mané |